# Milton (Wisconsin)
Pour les articles homonymes, voir Milton.
Milton est une ville des États-Unis située dans le comté de Rock, dans le sud de l'État du Wisconsin.

## Histoire
La ville actuelle a été fondée en 1967 par la fusion de Milton et Milton Junction, approuvée par référendum des habitants des deux localités.
Le village de Milton a lui-même été fondé en 1838 par Joseph Goodrich (1800-1867), qui y a aussi créé une église des Baptistes du Septième Jour et une auberge, Milton House (en), qui existe encore aujourd'hui.

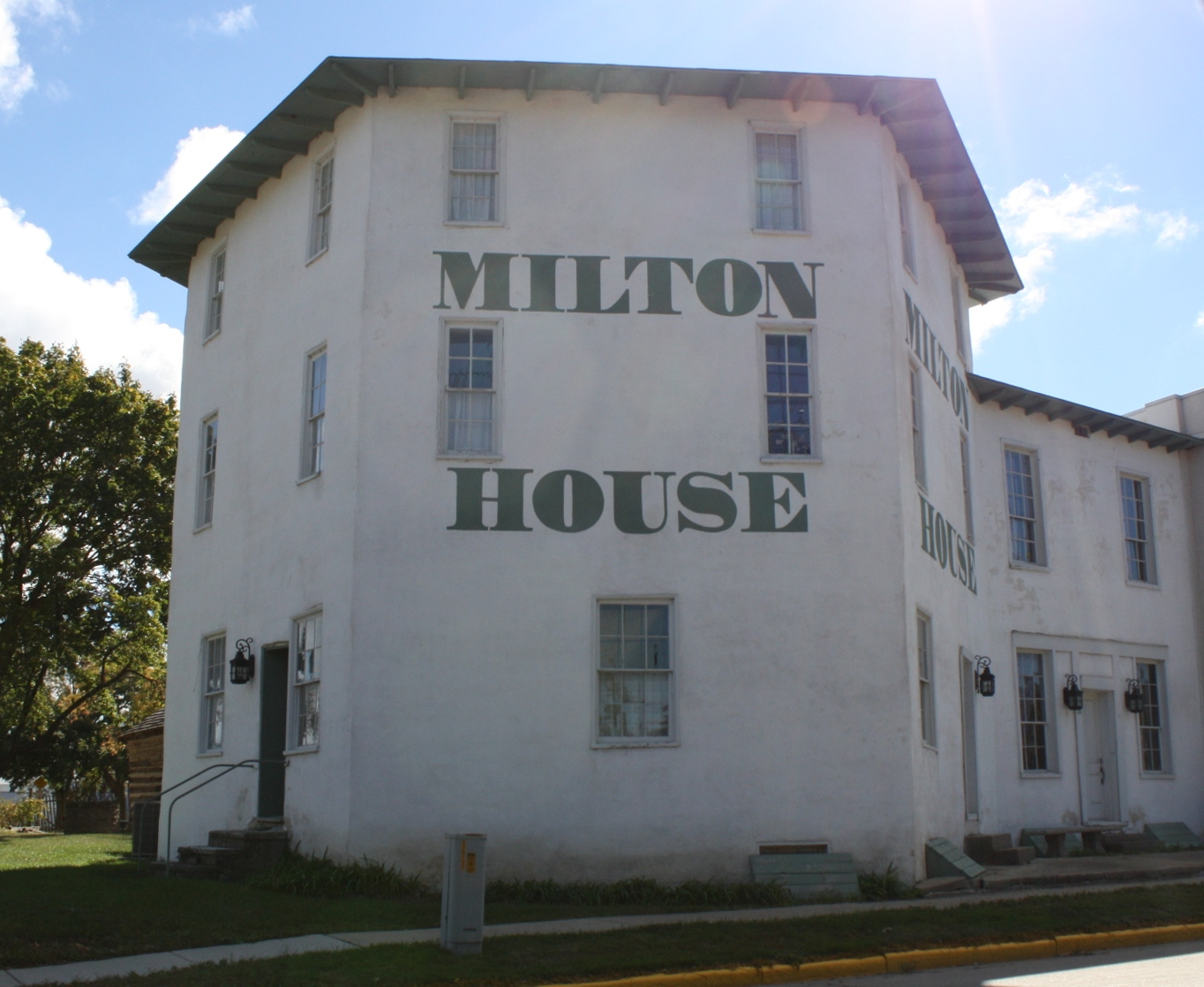
Milton House.

## Personnalités notables
- Ludwig Kumlien (1853-1902), ornithologiste mort à Milton.
- Albert Whitford (1905-2002), astronome né à Milton.

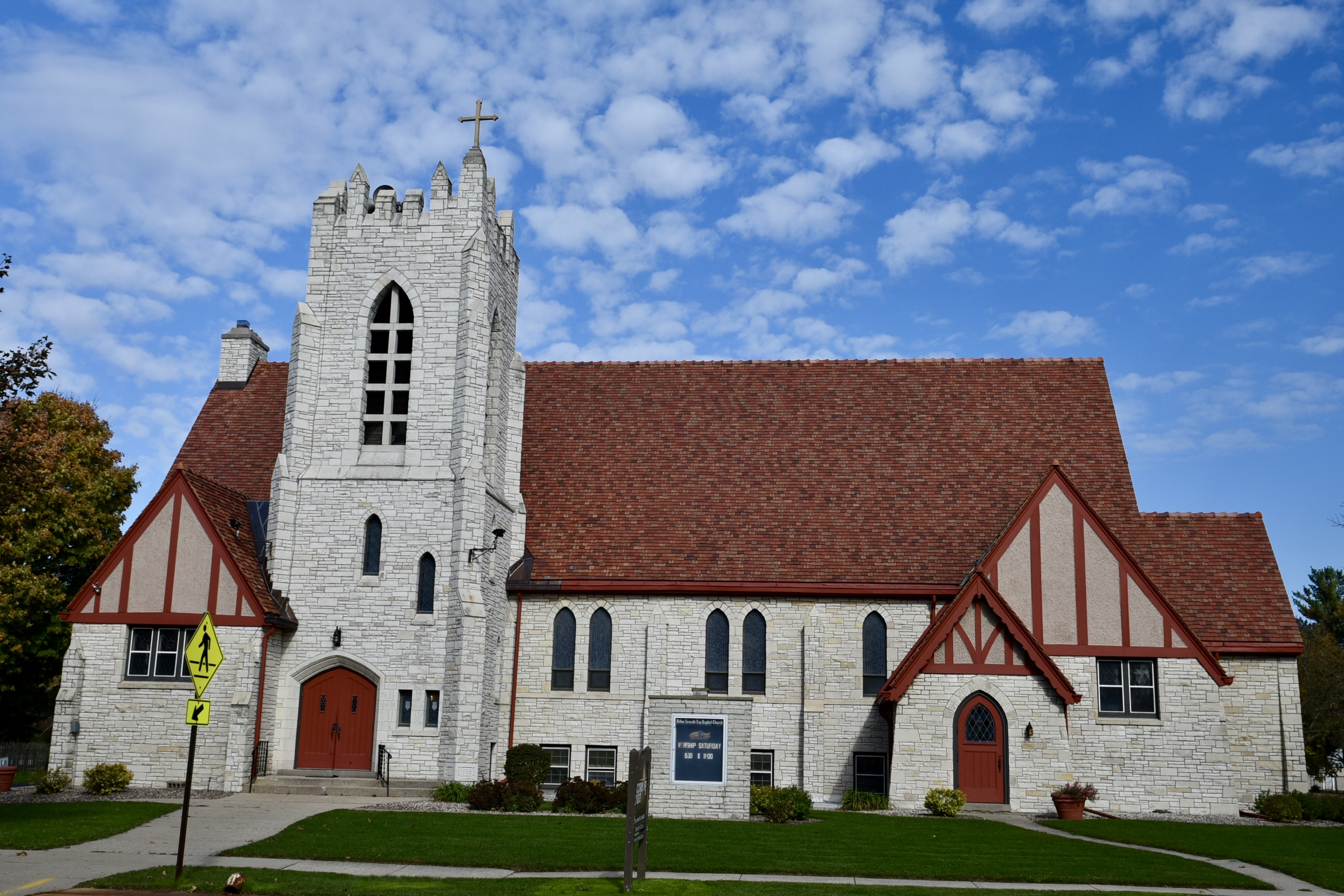
L'Église baptiste du Septième Jour de Milton, bâtie en 1934, est inscrite depuis 2016 au Registre national des lieux historiques des États-Unis.